# Лагутенко Раїса Юріївна
Раїса Юріївна Лагутенко (нар. 26 лютого 1980, м. Київ, Україна) — заслужена тренерка України з плавання, більше 15 років тренує паралімпійок України з дісциплини «паратриатлон». Виховала кілька світових чемпіонок та призерок з цього виду спорту.

## Біографія
Народилася 26 лютого 1980 року в Києві. Навчалася в фізико-математичному ліцеї № 171 «Лідер» Києва. У 2003 році закінчила Київський національний університет технології та дизайну (економіка підприємств). У 2014 р. закінчила Національний університет фізичного виховання і спорту України (тренер з плавання).
З 5 до 12 років займалася стрибками у воду СК «ДИНАМО». З 12 років серйозно займалася спортивним орієнтуванням і гірським туризмом під керівництвом тренерки Стрижак Олени Анатоліївни (МЦДЮТ [Архівовано 21 вересня 2021 у Wayback Machine.]). З 14 років входила в склад збірної Києва з даного виду спорту, в складі якої неодноразово ставала чемпіонкою та призеркою чемпіонатів України, чемпіонатів Києва та різних українських чемпіонатів. Майстер спорту України зі спотивного туризму. кандидатка в майстри спорту з лижного орієнтування.
З 1998 по 2003 роки навчання виступала за збірну команду з плавання Національного педагогічного університету ім. Драгоманова. Любов і пристрасть до спорту з раннього дитинства переросли в стрімку кар'єру в професійному плаванні вже в якості тренерки.
30 липня 2019 отримала стипендію Президента України у відповідності до Указу №561 [Архівовано 14 січня 2022 у Wayback Machine.]
У 2021 році очолила команду українського спортивного бренду ACTIX [Архівовано 14 січня 2022 у Wayback Machine.].

### Вихованниці Лагутенко
- Паралімпійський триатлон: Аліса Колпакчи, майстер спорту України міжнародного класу. Бронзова призерка Чемпіонату Європи (2017 рік) в Кітзбюеле (Австрія). Перша і єдина представниця України в дисципліні паратриатлону на Паралімпійських іграх в Ріо-де-Жанейро (2016 рік)[3] — 6-те місце. Учасниця Паралімпійських ігор в Токіо (2021 рік) — 5е місце. Багаторазова чемпіонка та призерка етапів кубка світу[4]. Здобула першу в історії України медаль на чемпіонаті світу 2021р. з паратриатлону[5]. Здобула єдину седер українських спортсменів медаль на чемпіонаті Європи 2021р. (Валенсія, Іспанія) з паратриатлону[6]
- Паралімпійське плавання: Катерина Денисенко (Істоміна), майстер спорту України міжнародного класу. Срібна призерка Паралімпійських ігор в Лондоні (2012 рік) на дистанції 100 метрів батерфляєм. Багаторазова чемпіонка та призерка чемпіонатів Європи та чемпіонатів світу; Срібна призерка на Паралімпійських Іграх 2020 у Токіо, у запливі 100 метрів на спині[7]
- Паралімпійське плавання: Марія Здорик (Лафіна), майстер спорту України міжнародного класу. Срібна призерка Паралімпійських ігор в Ріо-де-Жанейро (2016 рік) на дистанції 50 метрів брасом. Багаторазова чемпіонка та призерка чемпіонатів Європи та чемпіонатів світу.